# Вальтер Кауфман (фізик)
Ва́льтер Ка́уфман (або Кауфманн, нім. Walter Kaufmann, 5 червня 1871 , Ельберфельд — 1 січня 1947, Фрайбург) — німецький фізик. На початку XX століття, коли йшла дискусія щодо спеціальної теорії відносності (СТО), важливу роль відіграли його експерименти з дослідження залежності інертності електрона від його швидкості.

## Життєпис
Спочатку Кауфман вивчав інженерну справу в берлінському та мюнхенському технічних університетах, потім слухав курс фізики в університетах цих міст. 1894 року захистив дисертацію, від 1899 — екстраординарний професор фізики Боннського університету. Пізніше (1908) отримав запрошення стати ординарним професором експериментальної фізики в Кенігсберзькому університеті та керівником фізичного інституту при університеті; ці посади він обіймав аж до 1935 року, коли його звільнили через своє єврейське походження. Після Другої світової війни викладав як запрошений професор в Університеті Фрайбурга / Брайсгау.
Був одружений двічі. Перша дружина, Фріда Каттнер, з якою він одружився 1900 року, померла 1928 року. 1932 року знову одружився. Загалом у нього народилося чотири сини та дві дочки.

## Наукова діяльність
Роботи Кауфмана належали до механіки, аеродинаміки, гідромеханіки та атомної фізики. 1897 року, одночасно з Дж. Дж. Томсоном, виміряв відношення заряд/маса для катодних променів. Результати обох експериментаторів були подібні, проте Кауфман, на відміну Томсона, був обережним у своїх висновках, і слава першовідкривача електрона дісталася Томсону. Також побудував перший обертовий вакуумний насос високого тиску.
Ще до створення спеціальної теорії відносності (СТО) провів серію експериментів (1901—1903), які вперше встановили залежність відношення заряду/маси для електрона від його швидкості (втім, теоретично цей факт раніше передбачили Гевісайд і Дж. Дж. Томсон). Тоді цей ефект трактували як наявність у електрона, крім (або замість) звичайної, ще й особливої «електромагнітної» маси. Для залежності маси від швидкості було запропоновано три різні формули: Макса Абрагама, Альфреда Бухерера та Гендріка Лоренца.
Наприкінці 1905 року, вже після ейнштейнівської публікації СТО, провів нові виміри, дещо підвищивши їхню точність порівняно з попередніми. Опубліковані результати цих експериментів не підтверджували формули Лоренца, що увійшла й у теорію відносності, і цим ставили під сумнів виконання принципу відносності електродинаміки. Дані Кауфмана викликали в Лоренца розгубленість; 1906 року Лоренц писав Пуанкаре: «На жаль, моя гіпотеза суперечить результатам нових дослідів пана Кауфмана, і, думаю, мені доведеться залишити цю теорію; я вже нічого не розумію». Ейнштейн, однак, був упевненим у правоті СТО та висловив обережний сумнів щодо результатів Кауфмана.
Сам Кауфман до теорії відносності від початку поставився з недовірою і оголосив, що його досліди свідчать на користь не ейнштейнівської, а альтернативної теорії Макса Абрагама. Однак трохи пізніше незалежні вимірювання, які провели Альфред Бухерер (1908), Нойман (нім. Günther Neumann; 1914) та інші, показали, що принцип відносності в електродинаміці теж виконується, і теорію Абрагама відкинули. Питання про те, чи була точність згаданих дослідів достатньою для такого висновку вже в ті роки, є спірним.

## Праці
- Kaufmann, W. (1901), Die Entwicklung des Elektronenbegriffs, Physikalische Zeitschrift, 3 (1): 9—15
- Kaufmann, W. (1901), Die magnetische und elektrische Ablenkbarkeit der Bequerelstrahlen und die scheinbare Masse der Elektronen, Göttinger Nachrichten (2): 143—168
- Kaufmann, W. (1902), Über die elektromagnetische Masse des Elektrons, Göttinger Nachrichten (5): 291—296 Архівовано листопад 11, 2014 на сайті Wayback Machine.
- Kaufmann, W. (1902), Die elektromagnetische Masse des Elektrons, Physikalische Zeitschrift, 4 (1b): 54—56
- Kaufmann, W. (1903), Über die «Elektromagnetische Masse» der Elektronen, Göttinger Nachrichten (3): 90—103
- Kaufmann, W. (1905), Über die Konstitution des Elektrons, Sitzungsberichte der Königlich Preussischen Akademie der Wissenschaften (45): 949—956
- Kaufmann, W. (1906), Über die Konstitution des Elektrons, Annalen der Physik, 19: 487—553